# Villa Torlonia (Roma)

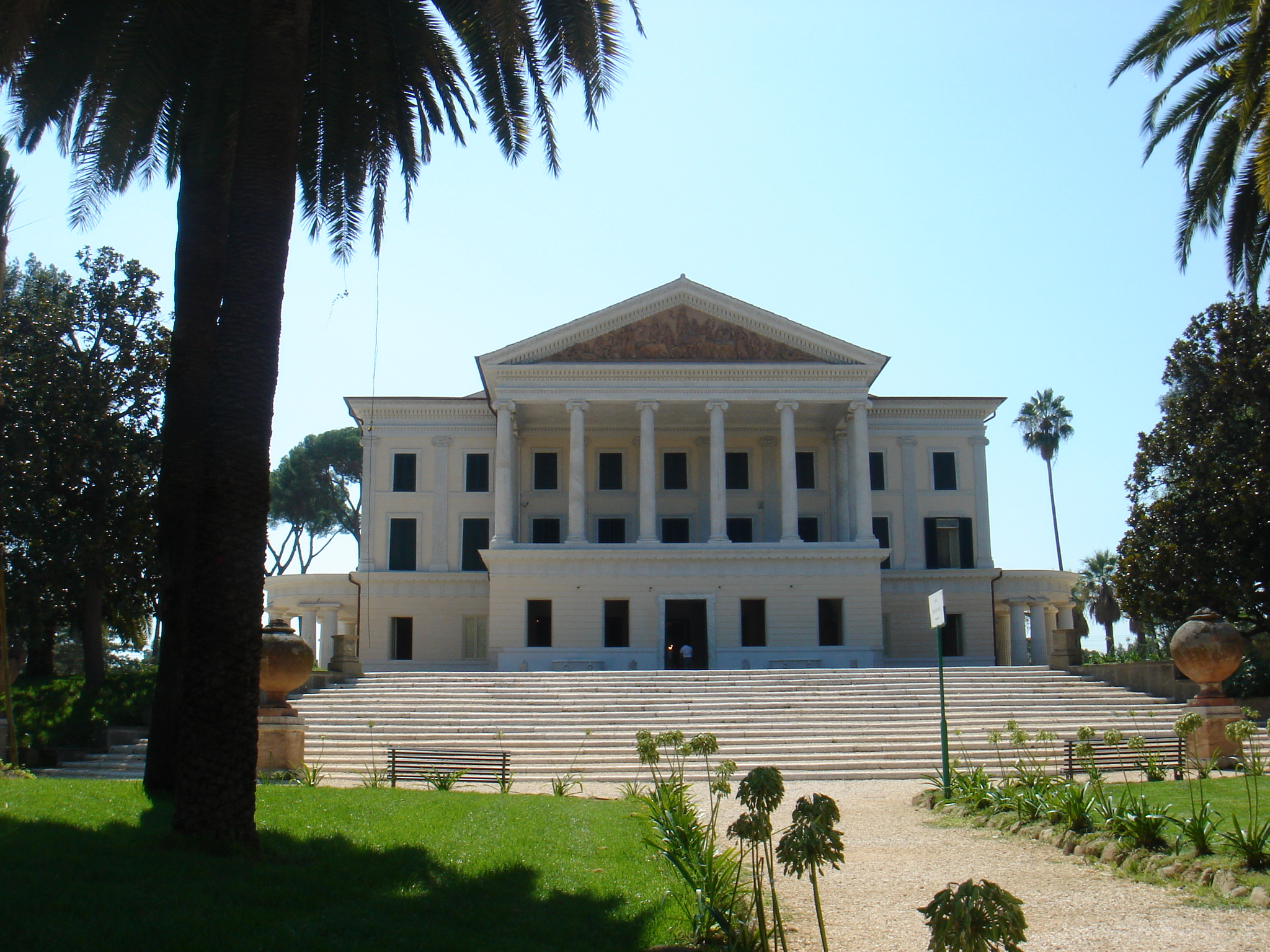
Fachada da casa nobre da Villa Torlonia.

A Villa Torlonia é um palácio de Roma, hoje situado no interior de um parque público que se perfila na Via Nomentana, no quartiere Nomentano.

## História do complexo

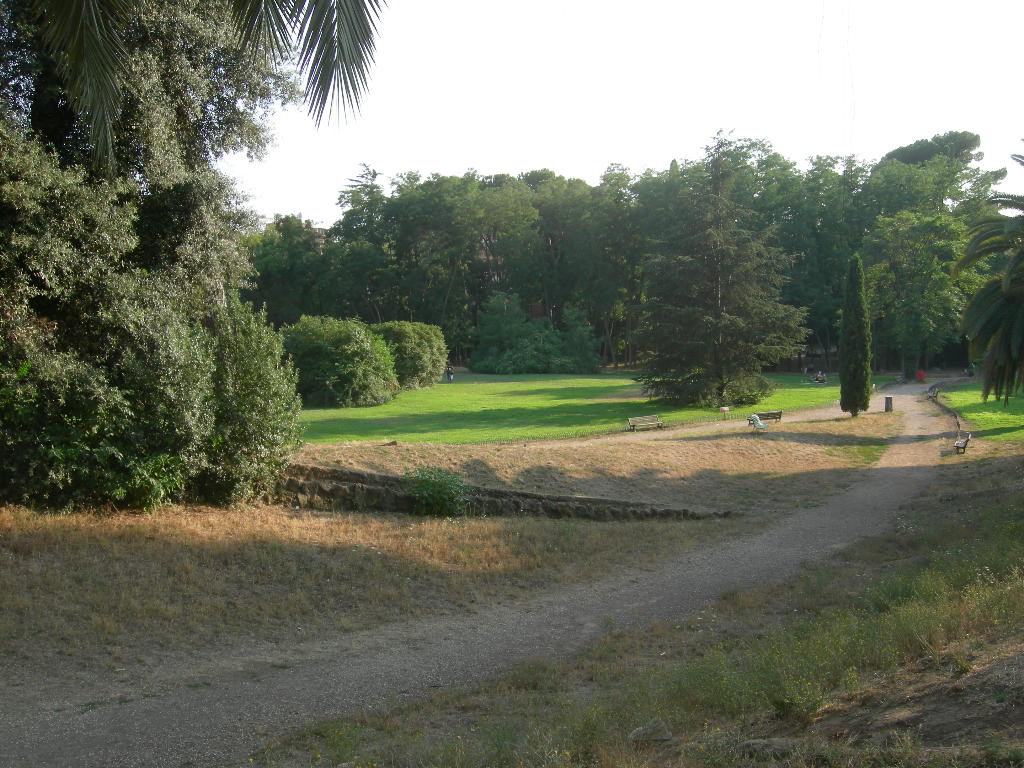
O parque da villa.

A villa pertenceu à família Pamphilj desde o século XVII até meados do século XVIII, sendo utilizava por este como propriedade agrícola, de forma semelhante a outras que possuíam na mesma zona. A família Colonna adquiriu a propriedade por volta de 1760, mantendo-lhe as características de terreno agrícola.
Todavia, a construção da villa foi começada só em 1806 pelo arquitecto neoclássico Giuseppe Valadier para o banqueiro Giovanni Torlonia, que havia comprado a propriedade aos Colonna em 1797, e foi terminada pelo seu filho, Alessandro Torlonia. Valadier transformou dois edifícios preexistentes (o edifício senhorial e o casino Abbati) num palácio e no actual Casino dei Principi e, por outro lado, construiu as escudarias e uma entrada, hoje demolida por causa duma ampliação da Via Nomentana. O arquitecto reorganizou o parque, criando caminhos simétricos e perpendiculares em cuja intersecção está situado o palácio. Contemporaneamente, a villa foi ornada com esculturas de arte clássica compradas propositadamente.

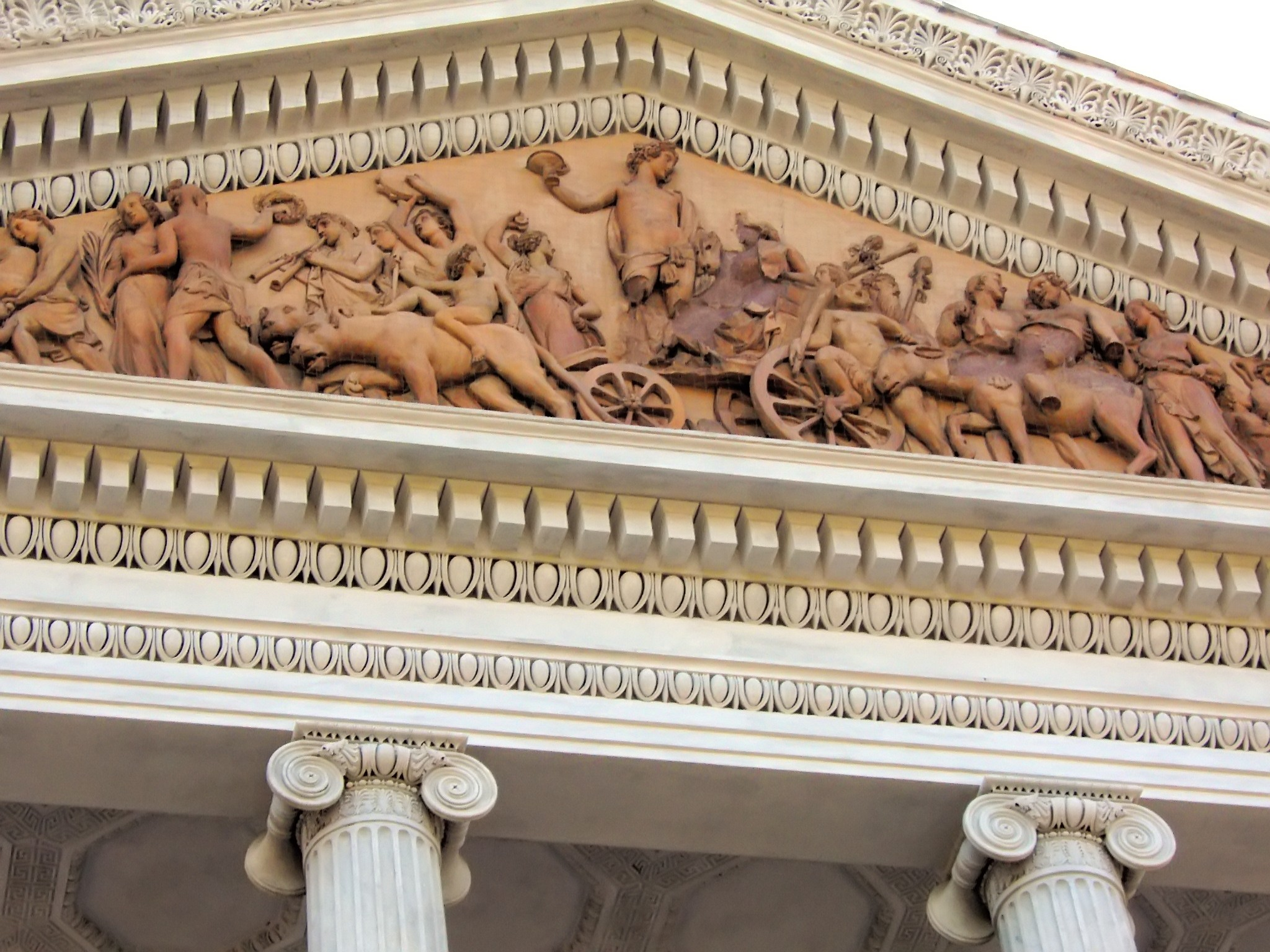
Detalhe do frontão em terracota com um alto relevo representando Baco.

Em 1832, Alessandro Torlonia, sucedendo ao defunto pai Giovanni, encarregou Giovan Battista Caretti de continuar os trabalhos na villa. Os gostos particulares do príncipe determinaram a construção de um Templo de Saturno, de Falsas Ruínas e da Tribuna com Fonte, além da Caffe-House, da Capela de Sant'Alessandro e do Anfiteatro, actualmente já inexistentes.
Por outro lado, colaboram no projecto da villa Giuseppe Jappelli, que se ocupou da organização da parte meridional, e Quintiliano Raimondi, que operou no Teatro e na Aranciera, hoje Limonaia.

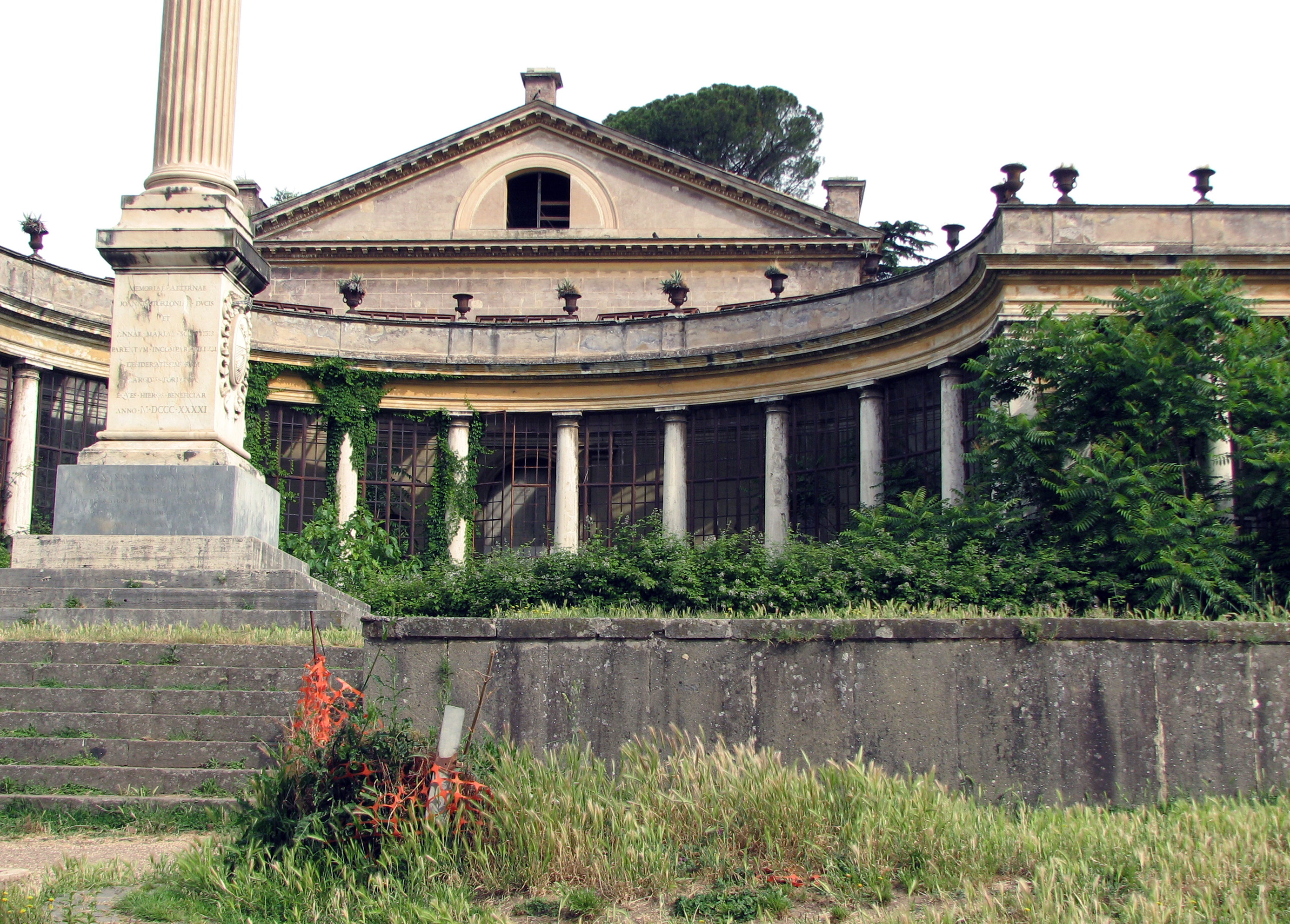
O teatro.

Na zona sul, ao contrário da área setentrional, caracterizada por um gosto neoclássico, foram criados pequenos lagos, caminhos serpenteantes e novos edifícios: a Cabana Suíça (Capanna Svizzera), a Serra, a Torre, a Gruta Mourisca (Grotta Moresca) e o Campo para Torneios (Campo da Tornei). Por outro lado, em 1842, Alessandro mandou erigir um obelisco em memória dos progenitores.
A Alessandro sucedeu Giovanni, o qual, além de transformar a Capanna Svizzera na atual Casina delle Civette, mandou edificar um novo muro de cerca, o Villino Medievale e o Villino Rosso.
Em 1919 foi descoberto, nos subterrâneos da villa, um cemitério hebraico.
Depois de um período de desuso tornou-se, na década de 1920, na residência oficial de Benito Mussolini, o qual pagava como renda anual o valor simbólico de uma lira. Mussolini e o Príncipe Torlonia construíram um refúgio contra os bombardeamentos sob o palácio, mais concretamente nas catacumbas hebraicas dos séculos III e IV.
No período posterior à Segunda Guerra Mundial, a villa foi abandonada e viveu um período de decadência mas, em 1978, o complexo foi adquirido pela Comuna de Roma e transformado num parque público.

## O palácio (Casino Nobile)

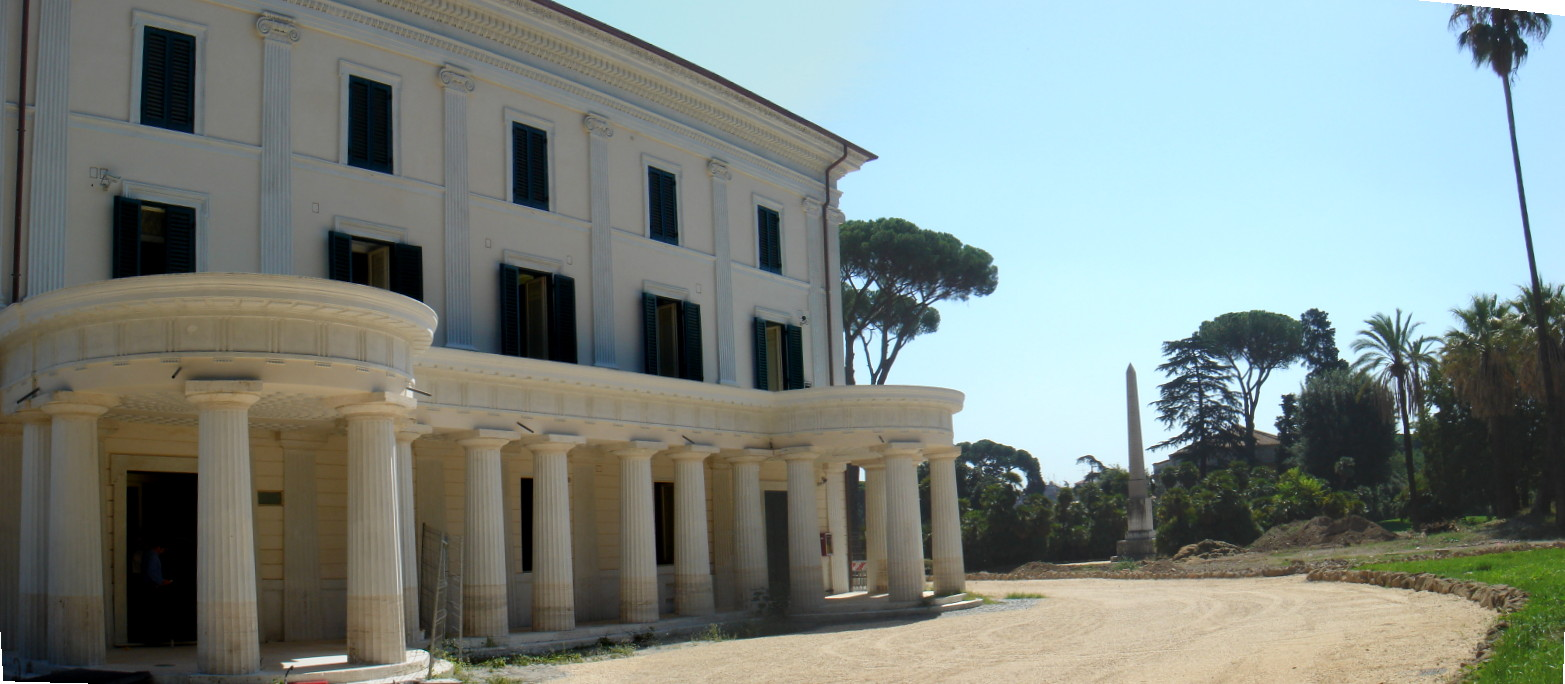
Fachada lateral do palácio.

Quando Giovanni Torlonia adquiriu a propriedade agrícola da Vigna Colonna, nas proximidades da Via Nomentana, encomendou a Giuseppe Valadier o restauro dos edifícios compreendidos no fundo da vinha.
Os primeiros trabalhos de restauro e ampliação do edifício principal duraram de 1802 a 1806 e compreenderam estuques e reorganização dos quadros internos (alguns dos quais haviam sido removidos para a sala interior do casino chamada de “Barceau”).
À morte de Giovanni Torlonia os trabalhos de melhoria e de ampliação foram continuados por parte do seu filho, Alessandro Torlonia, o qual chamou outros artistas. A ideia de Alessandro era a de tornar monumental a entrada do edifício inserindo um vestíbulo na fachada. Deste modo, o Casino Nobile resultou num exemplo de arquitectura neoclássica, com colunas e pilastras marmóreas de ordem gigante. Os pórticos laterais e o pronau palladiano são obra do arquitecto Battista Caretti. A ele se devem, também, as partes decorativas de estilos gótico e pompeiano de numerosos ambientes interiores. No frontão foi inserido um alto relevo em terracota representando uma cena do Triunfo de Baco, por Rinaldo Rinaldi, aluno de Canova.
O piso térreo e o piso nobre tinham funções de representação, sendo os temas das decorações variáveis de sala para sala.
Na meia cave e no segundo andar eram usados como alojamentos para a criadagem. O acesso ao nível semi-enterrado era garantido por uma galeria subterrânea ainda hoje existente. A partir deste piso acede-se a dois bunkers mandados construir por Mussolini e a uma sala hipogeia:
- um dos bunkers é antigás;
- o outro é antiaéreo;
- a sala hipogeia foi reencontrada através de recentes trabalhos de restauração do edifício. As decorações e os móveis da sala, realizados por Giovan Battista Caretti, pretendem torná-la semelhante a um sepulcro etrusco.[2]

### O exterior

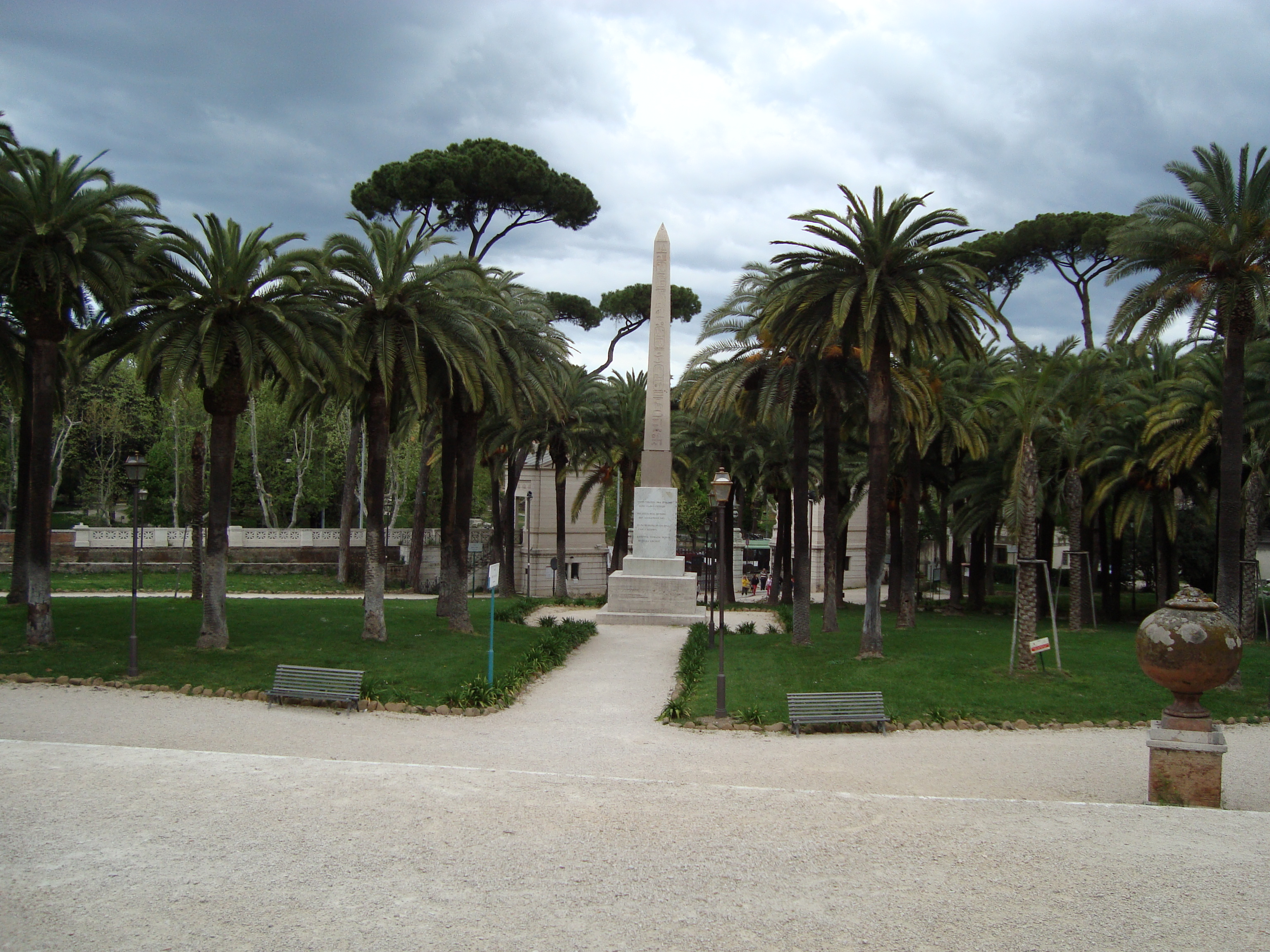
Entrada do parque da Villa Torlonia.

A partir da entrada da propriedade, o acesso ao palácio é feito mediante um caminho que leva a uma escadaria, a qual, por sua vez, introduz um amplo espaço onde está situada a entrada do edifício.
A fachada original de Valadier é constituída por um pronau composto por uma arcada no piso térreo, enquanto no primeiro andar é formado por uma loggia e colunas cm capitéis em estilo jónico que suportam um frontão triangular com um alto relevo.. A parte inferior desta fachada era formada por uma base de apoio rusticado com partes imitando o travertino. Aqui, antigamente, era permitido o acesso às carruagens

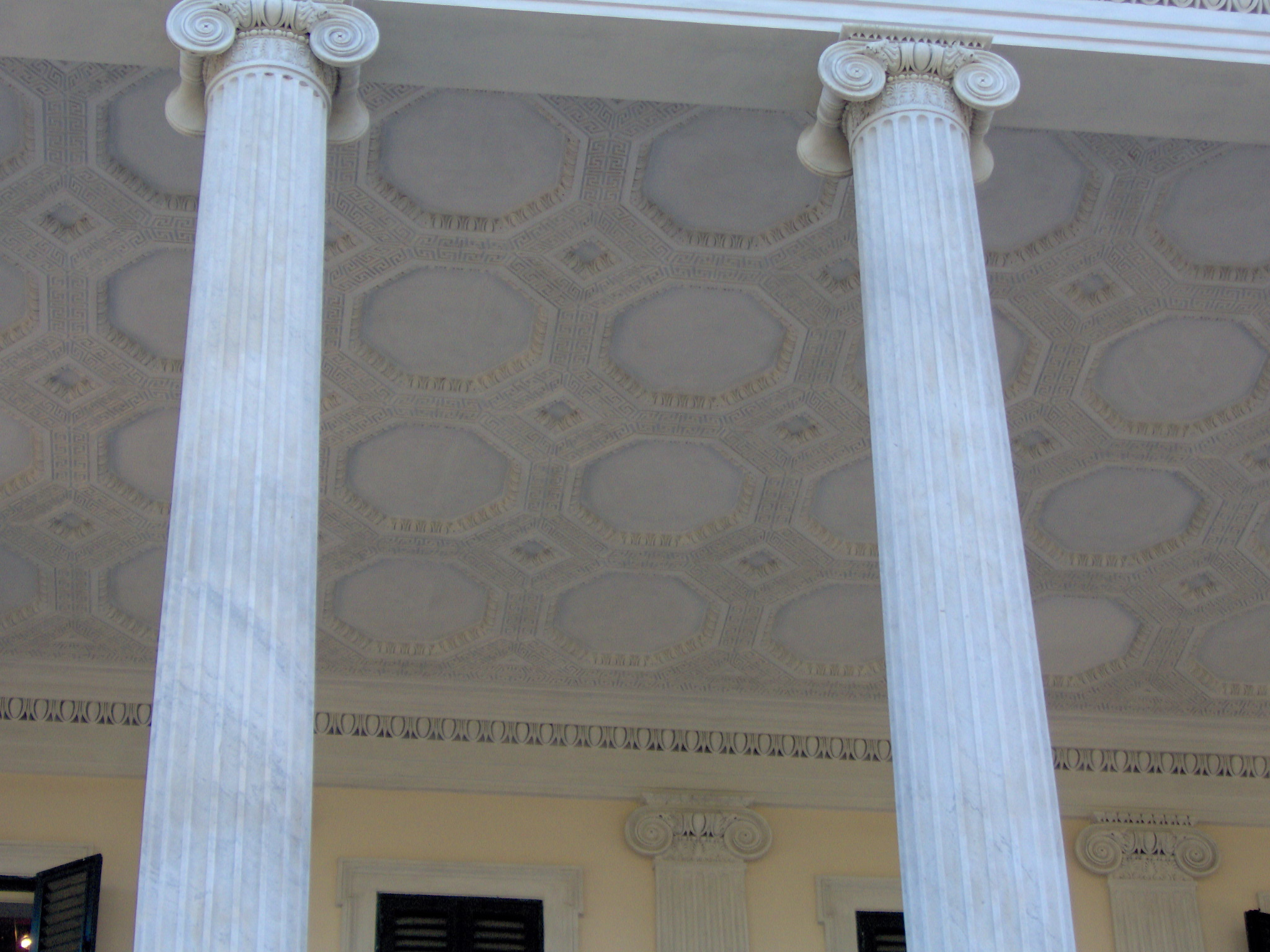
Detalhe do tecto do átrio do casino.

No átrio estão conservadas duas esculturas: uma "Base moderna com fragmento de sarcófago antigo", da segunda metade do século III,. e uma "Base moderna composta por uma ara antiga", da era flavia tardia (finais do século I - primeiros anos do século II)
- A "Base moderna com fragmento de sarcófago antigo" é em mármore de Carrara e mármore grego insular.[4]

No alto relevo está representado um leão que ataca um javali, obra que se pressupõe datar das décadas de 270-280 por via dos efeitos claro-escuro das madeixas da juba do leão crados com furos.
Na pele e no focinho do javali estão presentes efeitos de contraste com elementos de época anterior.
- A "Base moderna composta por uma ara antiga" é em mármore de Carrara e mármore lunense.[5]

A parte frontal da base moderna é realizada por pilastras enquadradas por capitéis em forma de águias que levantam voo.
O friso apresenta acanto, vegetais, um touro e um leão.
Uma inscrição latina faz supor a presença na base de um bronze romano.
As faces laterais estão decoradas por um urceus e uma patera que fazem supor um rito sacrificial em honra de um defunto.

### O interior

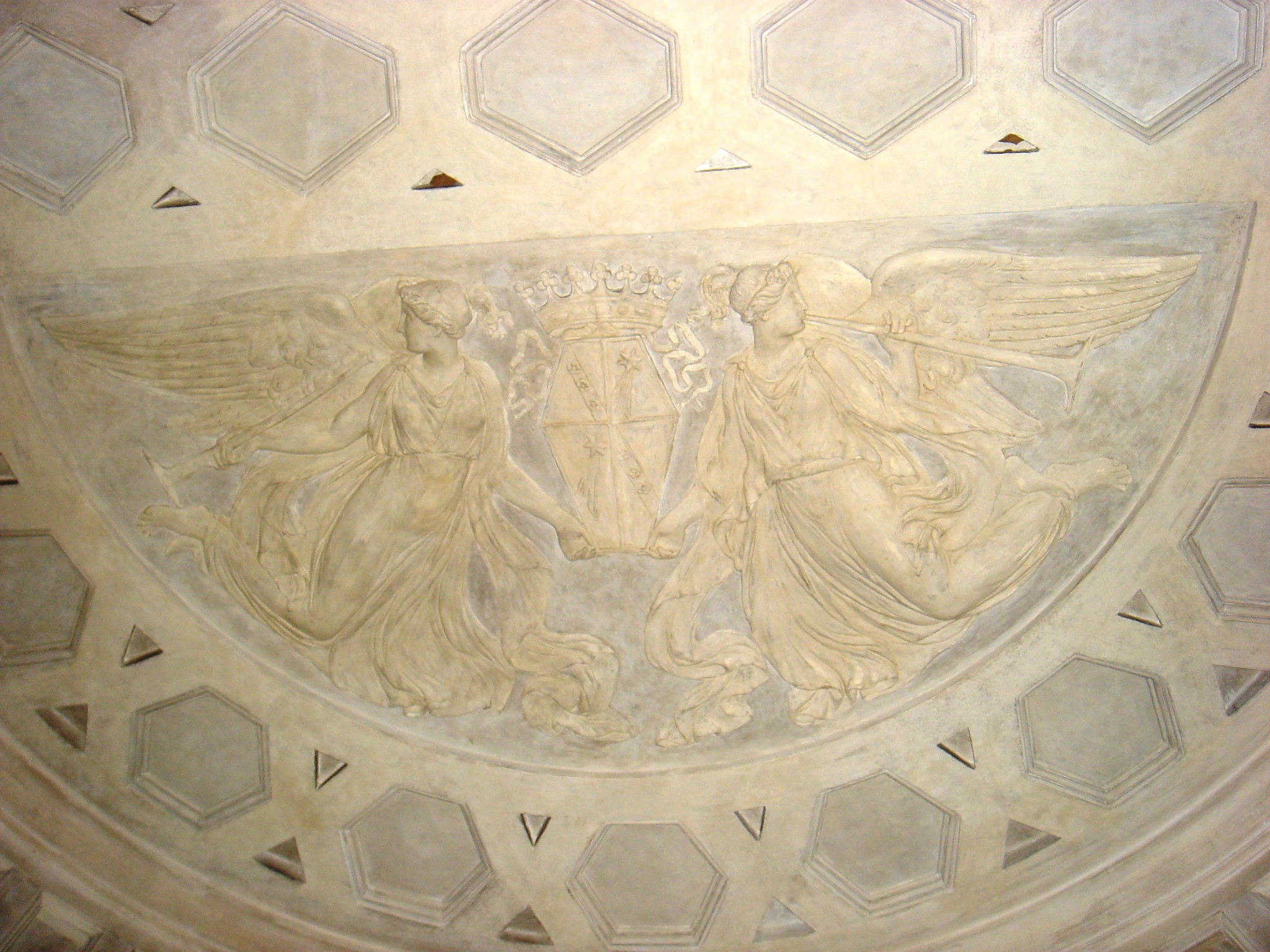
Detalhe do interior.

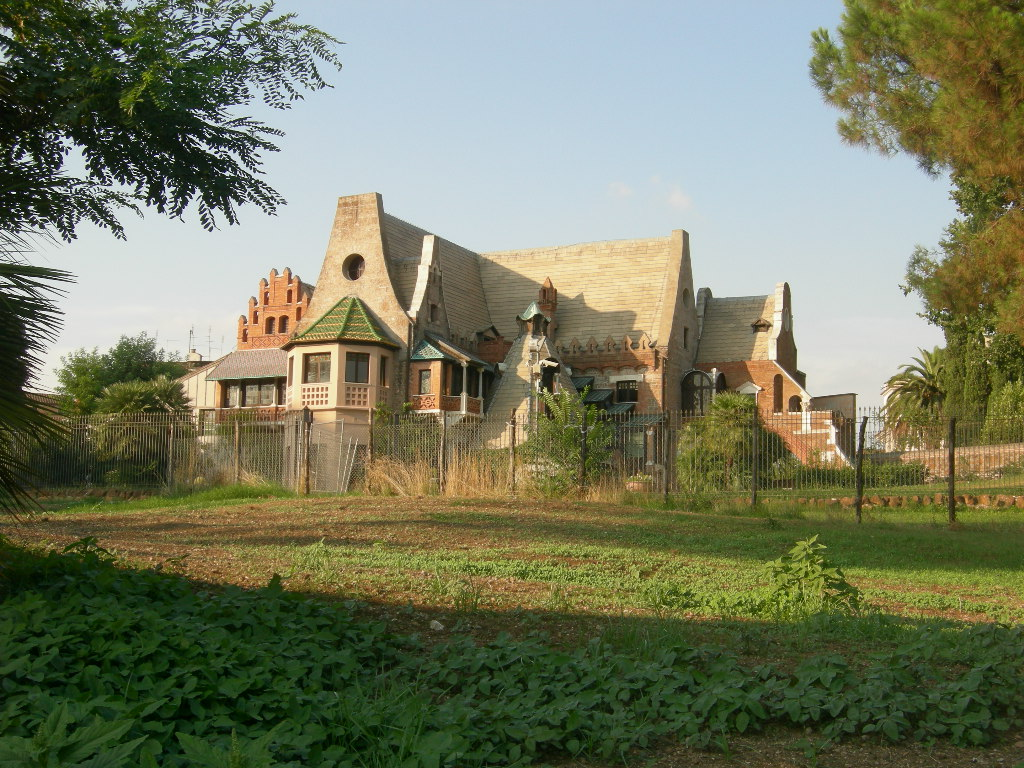
Aspecto geral da Casina Delle Civette.

No interior encontram-se o Museu da Villa (Museo della Villa) e o Museu da Escola Romana (Museo della Scuola Romana), além duma meia-cave fechada ao público.

#### O Museu da Villa
Este museu, situado no piso térreo e no andar nobre do palácio, reúne as recolhas na Villa Torlonia e colecções da família Torlonia (todavia, grande parte dos materiais ainda em posse da família estão num palácio da Via della Lungara.
Entre as obras expostas estão:
- esculturas de Bartolomeo Cavaceppi;[6]
- altos relevos de Antonio Canova reencontrados mediante uma busca fortiva nos subterrâneos do teatro da Villa Torlonia;[6]
- a câmara de leito de Giovanni Torlonia (com, entre outros, o leito e móveis utilizados por Mussolini durante a sua permanência na villa, de 1925 a 1943).[6]

##### Entrada
Esta sala tem forma elíptica com doze colunas em mármore branco.
A abóbada é subdividida em compartimentos preenchidos, sendo representados em cada um desses compartimentos os brasões dos Torlonia e alegorias da Fama. As paredes imitam o mármore em flor de pessegueiro. O pavimento é em mármore de Carrara e bardiglio que imita a estrutura do tecto

##### Primeiro vestíbulo
Esta sala é a primeira que se encontra à esquerda da entrada
As paredes são em imitação do mármore breccia corallina. O tecto tem caixotões com partes douradas e figuras representando putti, pequenas rosáceas e volutas
Nesta sala estão esculturas da colecção Torlonia:
- uma amazona de Bartolomeo Cavaceppi.[8][9] Esta amazona, em mármore de Carrara, possui o mesmo estilo da Amazona Capitolina (Amazzone Capitolina) restaurada por Cavaceppi e conservada nos Museus Capitolinos, por sua vez cópia de uma estátua de bronze grega.[9] A cópia na villa foi erguida no mesmo período do restauro da estátua presente nos Museus Capitolinos[9] Esta estátua foi encontrada num nicho do átrio do palácio Torlonia da Piazza Venezia e, depois, transferida para a parede de entrada da Villa Torlonia antes da localização actual;[9]
- um fauno de B. Cavaceppi.[8][10] O fauno é em mármore de Carrara. Como a estátua da amazona, trata-se de uma estátua dos Museus Capitolinos, por sua vez copiada duma estátua grega.[10] A cópia presente naqueles museus foi restaurada pelo mestre de Cavaceppi, Carlo Antonio Napollioni, e provavelmente cuidou dos moldes para fazer as cópias[10] Também esta estátua foi encontrada num nicho do átrio do palácio dos Torlonia na Piazza Venezia e, depois, transferida para o muro de acesso à villa antes de ser transferida para o Museu da Villa;[10]
- um frontão de edícula com símbolos da Fortuna da Idade Trajaneia (finais do século I - início do século II).[8][11] O frontão de edícula com símbolos da Fortuna é em mármore lunense.[11] Este frontão foi encontrado no Mausoléu de Claudia Semne, na via Ápia e, em seguida, levado juntamente com outros achados para o palácio dos Torlonia[11] Esta peça reproduz os atributos da deusa compostos por:
  - duas cornucópias ligadas por meio de uma fita no centro do mundo atravessado por uma faixa;[11]
  - à esquerda estão representados um leme e uma patera, enquanto à direita se encontram uma roda e um urceus.[11]

##### Banho
Esta sala é inspirada nas "estufas" renascentistas, tanto na sua disposição no contexto do edifício como nas pinturas murais em grotesco.

Entre as pinturas, realizadas por Pietro Paoletti, que representam histórias, encontram-se:
- Leda com o cisne;[12]
- Diana e Calisto;[12]
- Pã e Siringa;[12]
- O nascimento de Vénus;[12]
- O rapto de Europa.[12]

Estes quadros, colocados entre decorações de cores vivas, foram executados com a técnica de óleo em parede, excepto a cena de Galateia, também de Paoletti, em parte realizada em afresco.

O conjunto é completado por colunas.

##### Biblioteca
Na biblioteca estão somente as decorações da abóbada de berço com um quadro de Pietro Paoletti ao centro representando Dante e Virgílio que encontram os poetas antigos.
Também é na biblioteca que se encontra a estátua conhecida como "Danzatrice con il dito al mento" ("Dançarina com o dedo no queixo"), ou "Danzatrice Manzoni" devido ao nome do encomendador (Domenico Manzoni), o qual encomendou a estátua em 1811, por 4400 escudos, a Antonio Canova.

A estátua, em mármore de Carrara, está quebrada na cabeça, mãos e pés.

Existem numerosas cópias desta estátua, das quais uma se encontra na Galeria Nacionale de Arte Moderna e Contemporânea de Roma, realizada por Luigi Bienaimé, pertencente às escola de Thorvaldsen.

A estátua foi encontrada num nicho da Tribuna com Fonte da Villa Torlonia.

Esta peça mostra um trabalho áspero devido, verosimelmente, aos danos atmosféricos sofridos durante a longa permanência na área.

##### Sala de"Berceau"
O nome berceau indica a decoração da abóbada que cria uma pérgola fingida. Ao centro estava colocado um quadrado com putti voando em torno de um brasão dos Torlonia.. Infelizmente, este quadrado, de Domenico del Frate, perdeu-se. Nas paredes estavam pinturas de Giovan Battista Caretti representando panoramas
Na sala encontram-se três altos relevos de Antonio Canova, de um total de dez colocados originalmente na sala de jantar da Villa Torlonia, os quais ainda se encontravam nesse lugar quando, em 1829, o palácio passou em herança de Giovanni para Alessandro Torlonia, mas foram dispersos em 1832 aquando das melhorias produzidas neste palácio por vontade de Alessandro Torlonia.

Em 1997 foram encontrados três dos dez altos relevos em alguns subterrâneos do Teatro da Villa Borghese.

Segundo alguns estudos seriam cópias de exemplares hoje guardados no Museo Correr de Veneza e em algumas colecções da Assicurazioni Generali.
Os três altos relevos representam:
- a "Dança dos Feácios (da Odisseia de Homero);[15] o alto relevo, realizado em gesso,[16] é tirado do oitavo livro Odisseia, representando as duas personagens de Hallo e Laudamante, filhos de Alcínoo, rei dos Feácios,[16] dançando em frente a Ulisses.[16] O ritmo da dança é amplificado pela circularidade do movimento do pano mantido na mão pelos dois dançarinos.[16] A bola em suspensão nos pés dos dançarinos indica a perfeição do universo.[16] O alto relevo foi encontrado na sala de baile da Villa Torlonia[16]
- a Morte de Priamo (da Eneida de Virgílio);[15] também este alto relevo é feito em gesso e foi encontrado na sala de baile da Villa Torlonia.[17] A representação da cena mostra Pirro, filho de Aquiles, que agarra Príamo pelos cabelos no acto de atingir até à morte o seu adversário.[17] O alto relevo, pelo estilo foi aborda o mesmo tema duma escultura do século XV, uma pintura de Gavino Hamilton e alguns vasos gregos[17]
- e Sócrates que bebe a cicuta (do Fédon de Platão);[15] como os dois altos relevos precedentes, também este é em gesso e foi encontrado na sala de baile da Villa Torlonia.[18] Sócrates está cercado pelos seus seguidores imersos na dor.[18] À esquerda está um personagens representado em estilo giotesco-masacciesco com a cabeça dobrada sobre as mãos, e os personagens à direita estão com menos relevo a denotar uma quebra na tensão dramática.[18] Atrás de Sócrates vê-se um banco com uma túnica e uma corrente (a corrente representa a prisão)[18]

##### Pórtico
O pórtico liga as duas alas do palácio.. A sala é marcada por colunas toscanas em travertino e dá para o exterior mediante portas vidradas Estão ali conservadas duas estátuas:
- uma representação de Atena Partenos da Idade Trajaneia tardia (início do século II-século III);[19] a estátua é realizada em mármore pentélico com integrações em mármore lunense.[20] A estátua provém da oficina do escultor Cavaceppi. Foi adquirida depois por Giovanni Torlonia em 1800.[20] Há hipóteses que a situam no Templo Diruto de Minerva, demolido no início do século XX.[20] Trata-se de uma cópia romana do original crisoelefantino de Fídias.[20] Inicialmente estava aqui a cabeça (removida em 1983), a mão esquerda que segurava uma lança e o pé esquerdo.[20] No peito e nos ombros estão escudos com górgonas com cornijas de oito filas de serpentes enroladas.[20] Antigamente encontrava-se nas proximidades do propileu de entrada[20]
- una outra, representando ou a "Grande Herculanense" ou Ceres.[19] Ambas foram restauradas por Cavaceppi no final do século XVIII.[19] A estátua é realizada em mármore insular com acrescentos em mármore de Carrara devidos aos restauros de Cavaceppi.[21] Apesar de ser acéfala e, portanto, de difícil atribuição, foi identificada como Ceres pelo facto de carregar bolbos de papoila.[21] A estátua é uma cópia das pertencentes ao tipo da "Grande Herculanense".[21] A estátua original estava situada no palácio dos Torlonia, sendo colocada em seguida nas proximidades da Nova Escudaria da propriedade antes de acabar no Casino Nobili da Villa Torlonia[21]

As duas salas situadas nos lados do pórtico estão despidas e servem de sala de vídeo e de documentação.

##### Câmara de Psiquê
A câmara situa-se frente à Sala de "Berceau".. É chamada assim devido aos afrescos narrando cenas de Psiquê realizadas na abóbada por Pietro Paoletti em estilo rafaelesco
As cenas são assim representadas:
- Amore que coroa Psiquê;[22]
- Psiquê e Júpiter;[22]
- Psiquê frente a Vénus;[22]
- Psiquê e Amore adormecido;[22]
- e Mercúrio que apresenta Psiquê a Júpiter.[22]

Além das pinturas da abóbada estão presentes as seguintes estátuas na sala:
- Diana caçadora, da escola de Bertel Thorvaldsen, meados do século XIX;[22] a estátua é em mármore de Carrara.[23] Embora a estátua seja acéfala, a cabeça pode ser deduzida por algumas fotos de arquivo.[23] O vestido, anómalo para o sujeito, deixa as pernas descobertas.[23] A estátua apresenta um estilo neoclássico académico.[23] Provém da zona da propriedade situada entre o Casino dei Principi e as Scuderie Vecchie[23]
- Sátiro acéfalo, de Bartolomeo Cavaceppi,[22] uma estátua em gesso.[24] A estátua apresenta-se acéfala e privada do antebraço esquerdo, da barriga da perna e de um pedaço do pé esquerdo.[24] A perna esquerda pousa sobre um tronco vivamente decorado enquanto a mão direita segura um tirso e a esquerda um odre.[24] A estátua é uma cópia do original marmóreo conservado na Villa Albani. A proveniência é desconhecida[24]
- e cabeça de mulher, da oficina de Bartolomeo Cavaceppi.[22] A cabeça, em mármore de Carrara, foi afortunadamente encontrada nos subterrâneos do teatro da villa.[25] O nariz e o pescoço estão arruinados. Infelizmente não se sabe se a cabeça fazia parte de um escultura feminina inteira ou de um busto.[25] A cabeça apresenta um tamanho superior ao real[25]

##### Câmara dos Poetas e dos Artistas Italianos
Esta câmara é chamada dos poetas e dos artistas italianos por cuasa dos 32 retratos de Pietro Paoletti inseridos num contexto de arquitectura pintada em estilo gótico (prevalentemente afrescos góticos nas paredes).
Entre os retratos mais representativos estão os de:
- Dante;[26]
- Petrarca;[26]
- Leonardo da Vinci;[26]
- Michelangelo Buonarroti;[26]
- e Carlo Torlonia, retrato que substitui o de Giorgio Vasari.[26]

Por outro lado, entre as esculturas está uma estátua de Diana gabina, uma peça em ferro fundido. de um anónimo do século XIX. Trata-se de uma cópia de um original romano esculpido por Praxiteles em 345-346 a.C. para o Templo de Artemide Brauronia da Acrópole de Atenas, recuperada pelas escavações efectuadas em Gábios no ano de 1792 e, actualmente, conservada no Louvre. A estátua representa Diana no acto de vestir os hábitos. No século XIX, pela moda da época, foram feitas várias cópias. Traços de dourados encontrados no último restauro convidam a supor que a estátua, antigamente, estava completamente revestida daquele metal amarelo. A cópia bronzea provém das proximidades do Villino medievale da Villa Torlonia

##### Segundo vestíbulo
É uma sala limítrofe à entrada, colocada simetricamente em relação ao primeiro vestíbulo, qo qual se assemelha muito no aspecto.. Está pintada com pinturas a imitar o mármore giallo antico. O tecto é em caixotões com estuques em forma de rosetas e folhas de acanto
Entre as estátuas presentes nesta sala encontram-se:
- o Pudor (Pudicizia), de Bartolomeo Cavaceppi,[28] em mármore de Carrara.[29] Cavaceppi baseou-se no original do século II, chamado de Pudicizia Capitolina.[29] Originalmente encontrava-se numa 'aedicola do átrio do palácio dos Torlonia, sendo colocada em seguida no muro de entrada da propriedade e, finalmente, nesta câmara do Casino Nobile[29]
- Pandora, de Bartolomeo Cavaceppi;[28] também esta estátua, feita em mármore de Carrara, é uma cópia de uma estátua romana, que hipoteticamente se trataria, na origem, de um sacerdote.[30] Em 1753 foi adquirida pelo Papa Bento XIV para ser inserida na colecção capitolina.[30] O restauro que Cavaceppi fez da original viu a substituição da cabeça da estátua por uma mais antiga.[30] Também esta estátua estava inicialmente no palácio dos Torlonia e depois no muro de entrada da propriedade[30]
- Adriano, do estúdio de Bartolomeo Cavaceppi;[28] como as duas precedentes é em mármore de Carrara e uma cópia de um original romano.[31] Na cópia, a cabeça do imperador está virada de um modo diferente em relação ao original.[31] Por outro lado, o paludamentum é em estilo barroco[31]
- Caracala, do estúdio de Bartolomeo Cavaceppi.[28] Esta é uma cópia em gesso do original exposto nos Museus Capitolinos.[32] A expressão foi muito admirada pelos críticos da época[32]
- e Antístenes, do estúdio de Bartolomeo Cavaceppi.[28] seguramente, esta cabeça fazia parte da herma do filósofo Antistene.[33] O vulto é típico da iconografia do personagem.[33] O original é de Phyromacos (segunda metade do século II a.C.)[33]

##### Sala de baile
É a sala central do Casino Nobile, com uma altuar que ocupa dois pisos.. Caretti manteve a estrutura original de Valadier, mas acrescentou os dois balcões, um de cada lado, pinturas, estuques dourados e mármores. As colunas, com capitéis compósitos e estuques dourados com amorini, são de Pietro Galli
- Na abóbada estão representadas as histórias de Amore, de Domenico Toietti e Leonardo Massabò;[34]
- nas lunetas encontram-se:
  - o voo das doze horas;[34]
  - e o voo das três Graças, ambos de Massabò;[34]
  - e o Parnaso, de Francesco Coghetti.[34]

As paredes são douradas em amarelo antigo a lembrar mármore. Antigamente, o pavimento era composto por um mosaico polícromo, idêntico ao mosaico de Palestrina, transportado em 1888 para o palácio que os Torlonia possuiam na Piazza Scossacavalli e hoje substituido por mármores de cores brilhantes
As estátuas na sala são:
- Afrodite, da idade flávia (século I)-idade adrianeia (século II), restaurada por Cavaceppi em fianis do século XVIII.[34] A estátua é em mármore de Tasos com incrustações em mármore lunense devidoas ao restauro de Cavaceppi, o qual, ao restaurá-la, lhe fez várias modificações transformando-a numa ninfa.[35] A estátua é atribuível a copistas da idade flávia ou adrianeia por via do estilo, talvez erguida numa oficina de Tasos.[35] Inicalmente, esta obra estava colocada no palácio dos Torlonia, depois inserida na primeira aedicola à esquerda do nicho central das Falsas Ruínas da Villa Torlonia[35]
- um togado da idade augustea - início da idade tiberiana (primeira metade do século I) restaurado por Cavaceppi.[34] A estátua é em mármore lunense.[36] Primeiro foi inserida no palácio dos Torlonia, sendo posteriormente sujeita a intervenções de restauro no pé direito, na zona baixa do pescoço, no braço direito e na mão esquerda.[36] Inicialmente, a cabeça de mármore que foi encontrada não foi considerada como não pertencente à mesma estátua[36]

##### Escadaria
A escadaria liga o piso térreo ao andar nobre.. Foi construída por Caretti mendiante um pequeno espaço. Os degraus são em mármore e o corrimão balaustrado em bronze cinzelado, ambos de Filippo Ghirlanda
Na escadaria está uma estátua representando um torso de Héracles, numa herma moderna, da idade adrianeia (primeira metade do século II - primeiras décadas do século III) restaurado por Cavaceppi.
A estátua é em mármore lunense.. Durante o restauro, Cavaceppi serrou as pernas da estátua para montá-la numa herma moderna, com base na moda em voga na época e por influência de Winckelman. A parte traseira ficou propositadamente incompleta para dar realce ao "não acabado frontal"
Héracles vem representado em idade madura com barba espessa e apanhada, enquanto o tórax mostra a pujança muscular. No ombro esquerdo está atada uma leonte e a mão esquerda segura um pau
A estátua é atribuível ao Héracles bibax ou ao Héracles dexioumenos da segunda metade do século IV a.C.. Esta obra provém do palácio que os Torlonia possuiam na Piazza Venezia, depois instalada num dos nichos externos do teatro da Villa Torlonia

##### Antecâmara
A escadaria conduz à antecâmara do andar nobre, composta pela loggia do pronau.. Os tectos foram decorados por Decio Trabalza com representações da Aurora, do Dia e da Noite
Na antecâmara estão as seguintes estátuas:
- busto de viril loricado atribuído à oficina de Cavaceppi (finais do século XVIII).[39] Originalmente estava colocado na balaustrada próximo do vizinho Casino dei Principi.[40] A estátua é em mármore de Carrara.[40] Por alguns furos causados pelo trépano e por outros motivos estilísticos o busto foi atribuído ao laboratório de Cavaceppi.[40] O torso veste uma armadura com escamas e um pano chamado de paludamentum contido por uma bula circular. Sob a armadura existe uma túnica[40]
- busto viril da oficina Cavaceppi (finais do século XVIII).[39] Também este busto, em mármore de Carrara, veste uma armadura e um paludamentum.[41] Das mangas ressaltam duas pteryges.[41] Apesar de faltar a cabeça, pelas fotos de arquivo pode notar-se uma semelhança com Trajano[41]
- e busto viril loricado com Górgona da primeira idade antonina (meados do século II).[39] A estátua é em mármore microasiático.[42] A armadura mostra um vulto de Górgona.[42] Sob o ombro esquerdo um paludamentum está apoiado por uma bula,[42] enquanto no ombro direito é coberto por uma era em forma de coração apoiada por um laço[42]

##### Sala de Baco
Esta sala é assim chamada devido aos afrescos com histórias do mito de Baco realizados por Francesco Podesti. Os afrescos sobre as estações e sobre os três continentes completam o ciclo dos afrescos.. Os afrescos estão dentro duma estrutura em estilo grotesco realizada por Caretti
O pavimento é constituido por mosaico colorido representando Hércules menino que estrangula as serpentes.

##### Câmara gótica
Esta câmara foi quase inteiramente afrescada e mosaicizada por Caretti em estilo gótico.. Os vitrais estão pintados em trompe l'oeil. O pavimento é mosaicizado com tesselas de mármore, sempre em estilo gótico
Dois círculos no tecto representam outros tantos episódios do poema Gerusalemme liberata ("Jerusalém" Libertada"), de Torquato Tasso:
- Ermínia entre os pastores;[44]
- e Armida que sequestra Rinaldo adormecido.[44]

##### Gabinete de Vénus
Trata-se duma pequena sala com tecto de caixotões, com quadrado ao centro atribuído a Luigi Coghetti representando "A toilette de Vénus".

##### Câmara de leito
Como conclusão dos dois lados encontravam-se outras tantas câmaras de leito com panos de cortina em baldaquino que apresentavam, ao centro, quadrados relacionados com a "A toilette de Vénus" e "Psiquê levada pelos Ventos", por Pietro Paoletti.
Pelo arquivo do jornal Il Tempo foi possível reconstituir o mobiliário original:
- um armário;[46]
- uma cómoda;[46]
- uma consola;[46]
- duas mesinhas de cabeceira;[46]
- uma poltrona;[46]
- e uma cadeira.[46]

Estas peças foram encontradas fortuitamente em 1997 num depósito ministerial.
A sala apresenta um estilo semelhante ao barroco e data do início do século XX. No início pertenceu a Giovanni Torlonia júnior e mais tarde a Mussolini, de 1923 a 1943
O leito foi relaizado numa base em madeira de olmo com revestimentos em nogueira. As colunas laterais da cama são enriquecidas por decorações torcidas e volutas. As cobertas são vivamente coloridas em amarelo a fazer lembrar o Outono e vermelho cardeal As duas cabeceiras são enriquecidas por volutas e os pés da cama com entalhes. Os pés da frente constam de prolongamentos constituídos por pequenas colunas torcidas.
As duas mesinhas de cabeceira e a cómoda com puxadores antropomorfos são em estilo seiscentista ligure.
Uma credência ornada por lesenas está colocada numa base com degrau.
O mobiliário é completado por uma consola com três gavetas pousada numa base composta por volutas e putti. Duas pequenas colunas em madeira que se erguem da consola apresetam a forma de candelabro e talvez apoiassem um espelho.
Não estão expostos o armário, poelas suas enormes dimensões, e o espelho.

##### Sala de passagem
Esta sala foi usada por Mussolini como boudoir e está coberta por papel de parede.
Um retauro devolveu à luz um pequeno friso e um afresco do mesmo estilo da Sala de Baco.

##### Capela de Alessandro
Entre 1833 e 1840 foi inserida no palácio uma capela que já se encontrava desaparecida em 1905 e da qual se perderam os traços até 1997 quando, nos subterrâneos do teatro da Villa Borghese foram encontrados alguns móveis e fragmentos de decorações arquitectónicas.
Segundo Giuseppe Cecchetelli, o autor das esculturas e de algumas pinturas parece ser Carlo Aureli. Ao lado do antependium estão dois anjos que seguram um pano com una cartela onde se lê Ave Maria
Na capela estão expostos:
- ladrilho com anjo, atribuido a Carlo Aureli, cerca de 1840;[49] o anjo é representado com asas e de perfil com a cabeça virada para a esquerda.[50] Com as mãos segura uma tiara com pregas[50] O ladrilho é em gesso.[51]
- ladrilho com puttini, atribuido a Carlo Aureli, cerca de 1840;[49] o ladrilho, em forma de flôr com círculo central,[52] é em gesso com traços de dourado.[53]
- fragmentos de pavimento cosmatesco de desconhecido, início do século XIX;[49] o mosaico representa vários semicírculos com estrelas e motivos geométricos.[54]
- luneta com Nossa Senhora e Santos, atribuida a Carlo Aureli, cerca de 1840;[49] a Nossa Senhora, infelizmente hoje desprovida da parte superior, pelo que não se pode ter a ousadia de afirmar que tivesse o Menino Jesus nos braços, é representada sentada num trono com os santos à direita (do espectador) e um à esquerda.[55] A luneta é em gesso com traços de dourado.[56]
- e um antependium com dois anjos, atribuido a Carlo Aureli, cerca de 1840.[49] Esta obra representa dois anjos alados que carregam com uma mão o antependium com o escrito AVE MARIA e com a outra um pano.[57] O antependium é em mármore de Carrara[58]

##### Câmara egípcia
Esta câmara é assim chamada devido aos afrescos nas paredes de inspiração egípcia, de Luigi Fioroni, representando histórias de Cleópatra e Marco António.. Os afrescos são circundados por um outro em cornija com hieróglifos, colunas fingidas e arquitectura de basalto fingido, por Caretti
O pavimento é realizado com mármore e bardiglio, com dois mosaicos representando ainda histórias de Cleópatra e Marco António.
As cenas dos afrescos estão assim estruturadas:
- Encontro de Marco António e Cleópatra;[59]
- Coroação de Marco António e Cleópatra;[59]
- e Cleópatra ajoelhada em frente de Marco António.[59]

##### Sala de Alexandre
Como atestam os mobiliários, esta sala era usada antigamente como sala de refeições.
A sala está completamente afrescada com cenas relacionadas com Alexandre III da Macedónia (com alusões elogiosas ao encomendador Alessandro Torlonia). Na abóbada estão afrescos com episódios da vida de Alexandre Magno, abaixo do qual se encontra um friso com baixo relevo representando o triunfo de Alexandre na Babilónia, de Bertel Thorvaldsen. Nas paredes estão pintadas alegorias de Alexandre Magno da escola de Thorvaldsen e Pietro Tenerani. O pavimento é realizado em musaico em estilo etrusco, realizado por Carlo Seni
Nas aedicolas das paredes estão colocadas estátuas de Apolo e de musa.

#### O Museu da Escola Romana
Este museu fica situado no segundo andar da Villa Torlonia.
As obras expostas, principalmente quadros, remontam a um período compreendido entre a Primeira Guerra Mundial e Segunda Guerra Mundial, pertencendo à "Escola da Via Cavour" e ao realismo romano.
Entre as obras, estão expostos trabalhos de:
- Corrado Cagli;[61]
- Giuseppe Capogrossi;[61]
- Mario Mafai;[61]
- Roberto Pirandello;[61]
- Renato Guttuso;[61]
- Luigi Bartolini;[61]
- Antonio Donghi;[61]
- Antonietta Raphaël;[61]
- Francesco Trombadori;[61]
- Emanuele Cavalli;[61]
- Renzo Vespignani;[61]
- Leoncillo Leonardi;[61]
- Guglielmo Janni;[61]
- Riccardo Francalancia;[61]
- Mirko Basaldella;[61]
- Ferruccio Ferrazzi;[61]
- Roberto Melli;[61]
- Alberto Ziveri.[61]

Entre as obras expostas estão:
- auto-retratos de Ferrazzi, Ziveri e Mafai;[61]
- "Ragazzo che uccide il serpente" (Rapaz que mata a serpente), de M. Basaldella;[61]
- algumas vistas de Roma;[61]
- "Fuga da Sodoma", de A. Raphaël;[61]
- naturezas mortas de Francalancia e Trombadori.[61]

## Outros edifícios da propriedade

### ACasina delle Civette

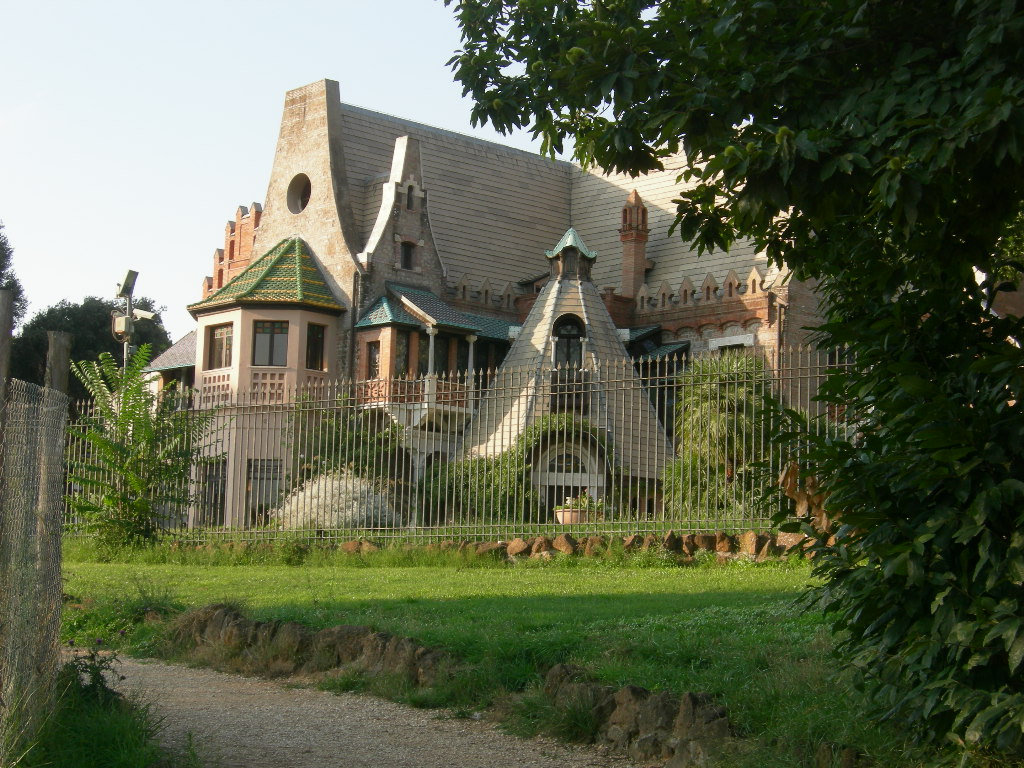
Vista parcial da Casina delle Civette.

A actual Casina delle Civette (Casinha das Corujas) surge no local onde se encontrava em tempos a Capanna Svizzera (Cabana Suíça), um edifício com o exterior rusticado em tufo e o interior com têmpera imitando rochas. Este edifício, encomendado por Alessandro Torlonia e construído em 1840 por Giuseppe Jappelli, ficava escondido do palácio principal por uma pequena colina artificial. A Casina moderna conserva da precedente apenas o implante das paredes em forma de "L", a cobertura e o gosto rústico do conjunto que dantes se apresentava como imitação de um refúgio alpino.
Em 1908, por indicação do jovem Giovanni, a cabana começou a ser transformada, por obra do arquitecto Enrico Gennari, numa aldeia medieval ("Villaggio Medioevale") caracterizado por pórticos, torretas e pequenas loggias e decorado por majólicas e vitrais coloridos
Em 1914 foi aqui instalado um vitral, desenhado por Duilio Cambellotti, representando duas corujas e ramos de hera. Graças a este e à presença recorrente daquela ave nas decorações, inspirada pelo amor pelo esoterismo de Giovanni, aa casinha começou a ser chamada de Villino delle Civette.
Em 1917 foram acrescentadas novas estruturas em estilo Liberty (entre as quais as telhas em esmalte cozido dos telhados), por Vincenzo Fasolo, que cuidou do lado meridional do edifício.
O interior da Casina, disposto em dois pisos, é ricamente decorado por estuques, majólicas, pinturas, esculturas e ferro forjado. Entre todos, destacam-se os numerosos vitrais que caracterizam toda a construção.
Giuseppe Torlonia Junior habitou aqui até 1938, ano em que ocorreu a sua morte.
A degradação da villa teve início em 1944, quando foi ocupada por parte das tropas aliadas que aqui permaneceram até 1947.
A Casina, já em péssimas condições no momento da aquisição pela Comuna de Roma em 1978, sofreu um incêndio em 1991, além de vários furtos e actos de vandaliemo.
No entanto, entre 1992 e 1997, a Casina delle Civette foi sujeita a um longo restauro que lhe deu o aspecto actual e permitiu a sua abertura ao público antes de todos os outros edifícos da propriedade. Actualmente acolhe o Museo della Casina delle Civette, um museu dedicado aos vitrais artísticos.

### O aspecto

#### Os tectos
No triénio 1915-1917 Fasolo utilizou fibrocimento para realizar os telhados, material substituido pela ardósia depois do incêndio de 1991.
As telhas são cozidas e esmaltadas por cores vivas alternadas por azulejos de junção com folhas de acanto.

#### Os vitrais
Os vitrais foram realizados por:
- Duilio Cambellotti,[64]
- Umberto Bottazzi,[64]
- Paolo Paschetto,[64]
- e Vittorio Grassi.[64]

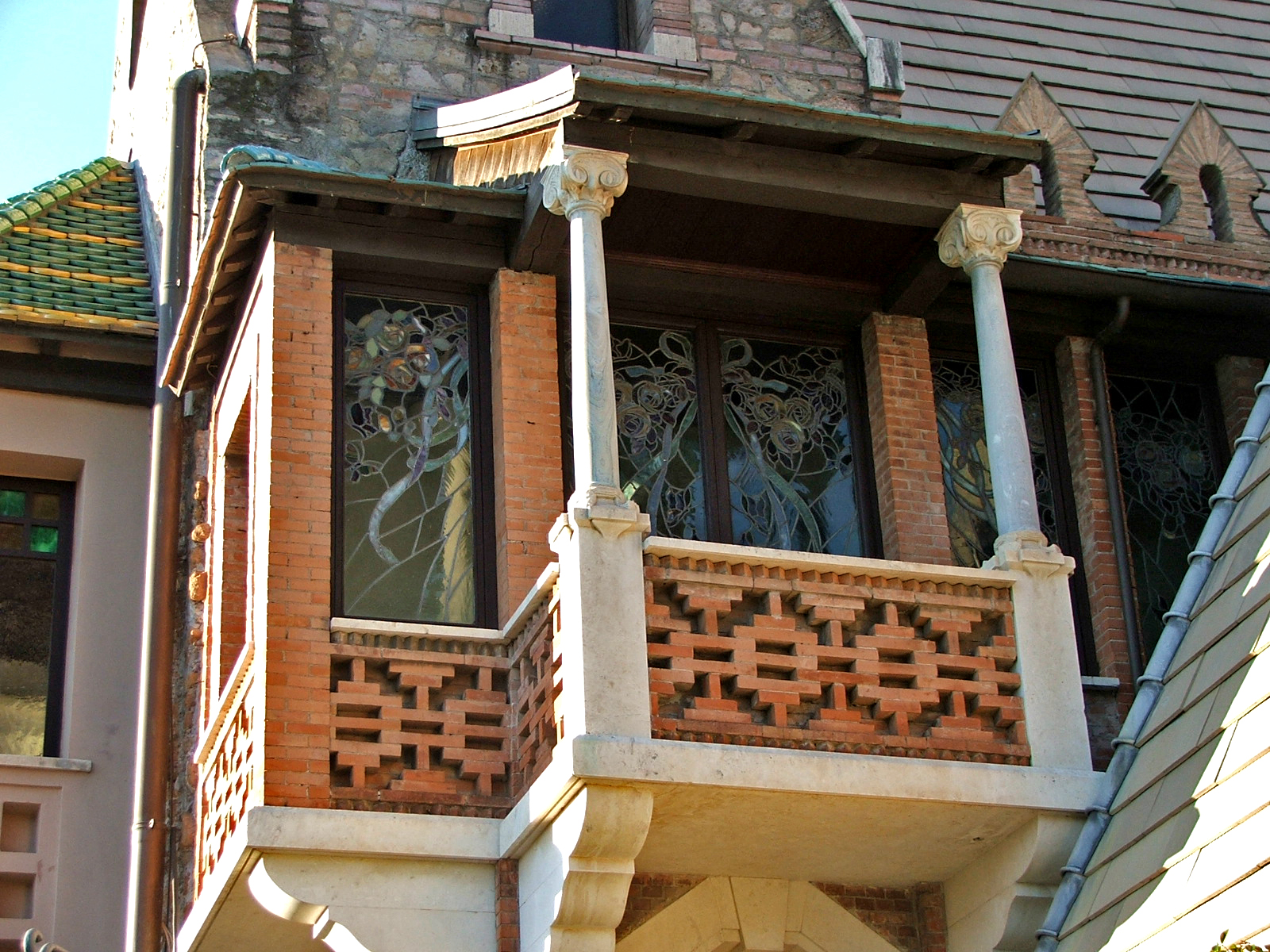
Um balcão com vitrais da Casina Delle Civette.

Entre os vitrais de interesse encontram-se:
- Corujas;[64]
- Os migradores;[64]
- A fada;[64]
- Cisnes;[64]
- Os pavões;[64]
- Rosas, fitas e borboletas;[64]
- Asas e chamas;[64]
- O ídolo.[64]

#### Os ferros forjados
A iluminação era garantida por lâmpadas postas tanto no interior como no exterior.
Estavam decoradas com as iniciais de Giovanni Torlonia, GT, enquanto nas salas havia lustres com decorações zoomorfas e vegetais.
Entre os lustres que chegaram até nós encontram-se aqueles colocados:
- no átrio;[65]
- na escada da dependência;[65]
- e no parafogo da sala dos trevos.[65]

#### As majólicas
Entre as majólicas da Casina encontram-se algumas fornecidas por:
- Richard Ginori.[66]
- Cantagalli;[66]
- Villeroy
- e Bosch.[66]

Preciosas são as majólicas que recobrem os tectos das bay windows e das loggias, as pavimentações do átrio, o pavimento com o ninho de coruja na entrada.
Muitas cerâmicas perderam-se com o passar do tempo.

#### O interior

##### Os apainelamentos
Antigamente, três salas estavam embelezadas por boiseries (apainelamentos):
- a sala de refeições;[67]
- o fumoir (sala de fumo);[67]
- e a sala das corujas.[67]

No entanto, actualmente, depois do recente restauro, são visíveios apenas na câmara de refeições.
Os painéis em madeira, com cerca de um metro de altura e dispostos em todas as quatro paredes, estão embelezados por decorações com folhas e bagos de loureiro, em bronze, desenhos geométricos ou espigas de trigo entalhados na madeira em forma de fitas e rebentos.

##### As decorações em estuque
Entre as decorações em estuque que merecem relevo na Casina delle Civette encontram-se:
- na Sala das Andorinhas, na qual, no alto dos cantos das paredes existem ninhos de andorinha com as várias fases da vida daquelas aves;[68]
  - o cortejamento e o enamoramento;[68]
  - a eclosão e o nascimento;[68]
  - e a nutrição;[68]
- na saleta dos sátiros[68]:
  - ramos de hera nas paredes;[68]
  - caracóis nas cornijas;[68]
  - oito sátiros na abertura da lanterna;[68]
- na sala dos rebites[68]:
  - cachos de uva e ramos de videira.[68]

### OCasino dei Principi

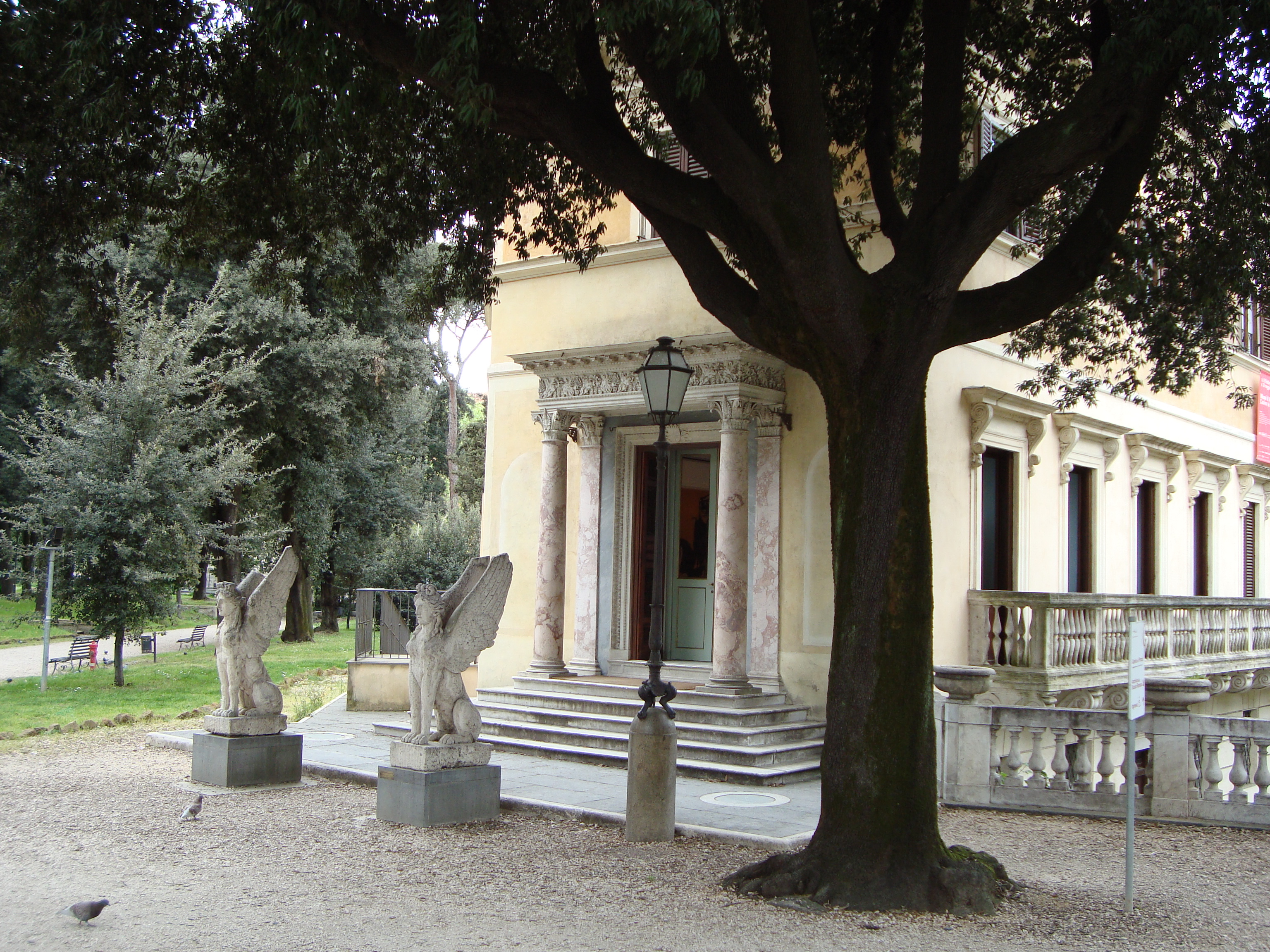
Entrada do Casino dei Principi.

Este casino, originalmente um edifício rural da Vigna Abati (Vinha Abati), foi restaurado por Giovan Battista Caretti, por ordem de Alessandro, entre 1835 e 1840, em estilo neo-quinhentista. Ligado ao palácio principal através dum corredor-galeria subterrâneo, era utilizado pelos Torlonia como sala de recepções.
No interior encontram-se actualmente elementos ornamentais originais, entre os quais o "Triunfo de Alexandre na Babilónia", enquanto na sala de refeições estão afrescos que recordam Nápoles realizados pela escola de Caretti.
No andar superior e na semicave está instalada uma mostra permanente de estátuas romanizantes e helenizantes. Por outro lado, está ali conservado e exposto o leito onde pernoitou Mussolini.

### As falsas ruínas
As falsas ruínas estão situadas à esquerda da entrada principal.
Trata-se de 6-7 colunas quebradas em frente dum muro em opus latericium com abside e 4-6 aedicolas e absides mais pequenas. As aedicolas e a abside são subdivididas por lesenas em forma de pilastras com capitel jónico. A coroa da abside, como as das aedicolas, é semi-esférica, enquanto que a da abside tem decorações em losango.
A emissão de falsas ruínas é devida à moda com origem, segundo estudos, no século XVI.

### O Templo de Saturno

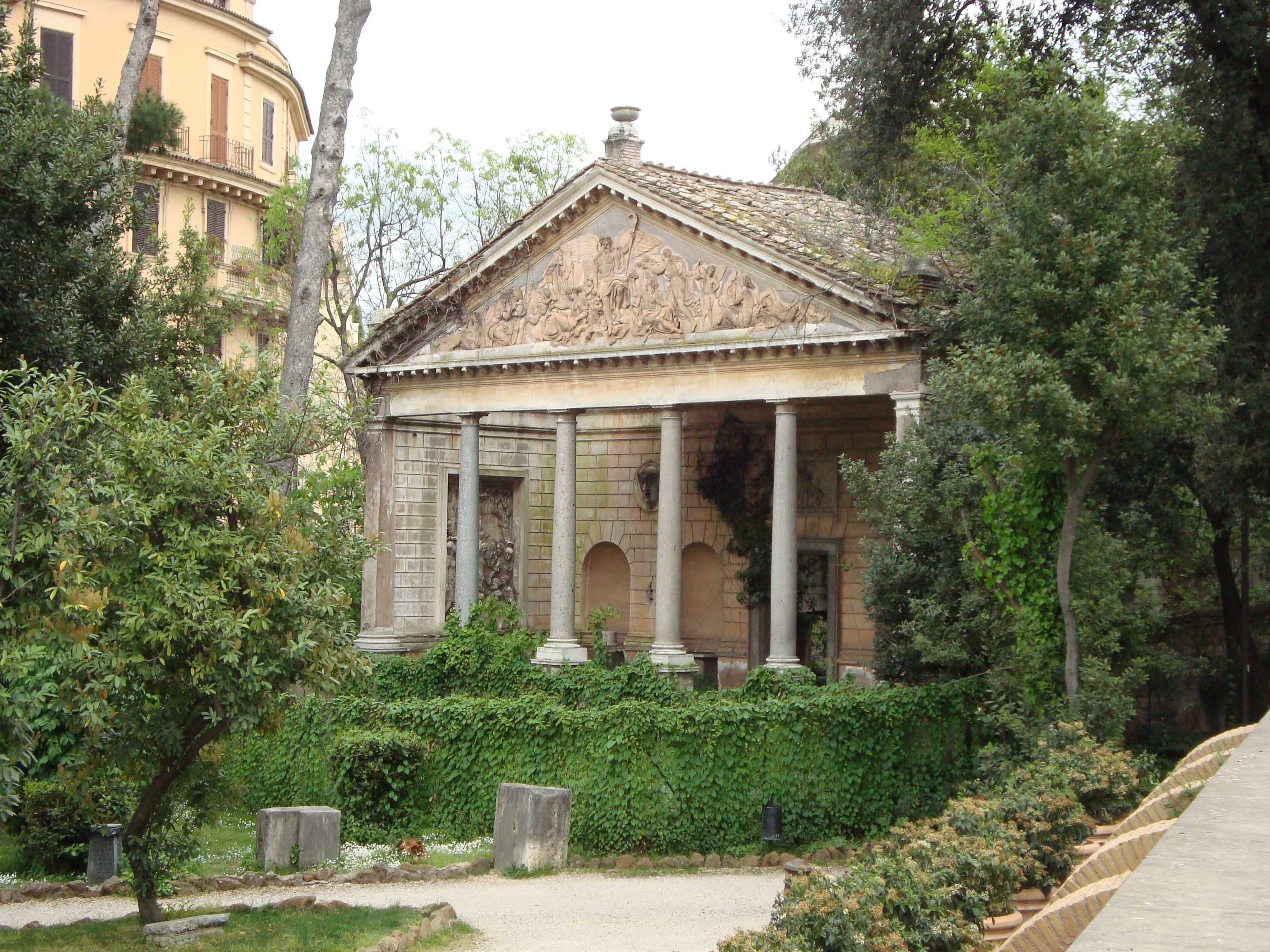
Aspecto do Templo de Saturno.

O Templo de Saturno está situado entre as falsas ruínas e a Casina delle Civette.
É um templo helenizante com propileu de quatro colunas e duas pilastras aos lados que suportam uma cornija com, sobre a sua abóbada, um frontão triangular com um alto relevo helenístico que representa uma alegoria de Saturno. Flanqueando o portão de entrada estão duas aedicolas com coroa semi-esférica.
É um dos poucos edifícios da Villa Torlonia a precisar ainda de restauro.

### Tribuna com fonte
Esta tribuna, situada frente ao Templo de Saturno, foi recentemente restaurada.
Aos lados da fonte estão duas estátuas viris helenísticas. Ao lados da tribuna, em degraus, foram colocados vasos em forma de jarra com flores, encontrando-se na parte traseira superior duas estátuas de putti que carregam uma placa.

### Outros edifícios restaurados
Desde a década de 1990 foram restaurados estes outros edifícios:
- limonaia (chamada antigamente de aranciera), onde está agora um bar;
- o villino medievale (assim chamado pelo seu aspecto), onde está agora uma ludoteca;
- o villino rosso, onde está agora uma biblioteca;
- e as vecchie scuderie, onde está agora um centro social para idosos.

### Edifícios em perspectiva de restauro
Os edifícios que aguardam restauro são:
- o teatro;
- a serra mourisca, assim chamada pelo seu aspecto oriental.

## Uso moderno da propriedade
O Casino Nobile e a Casina delle Civette são actualmente utilizados como museu da villa, enquanto na limonaia se encontra um museu comunal da tecnologia dedicado às crianças.
Na villa está instalada, pela Comuna de Roma, uma rede Wi-Fi que permite o acesso gratuito à internet.
Apesar das recentes reestruturações que permitiram abrir ao público novas partes da propriedade, alguns edifícos ainda se encontram em perigosas condições de degradação.
Depois duma intensa onde de mau tempo que se verificou entre 22 e 23 de Março de 2008, cerca de cinquenta árvores presentes no jardim da villa foram fortemente danificadas, requerendo o encerramento temporário de toda a zona sul.

### Abrigo antiaéreo de Mussolini
Mussolini construiu de uma rede de túneis e salas subterrâneas que tinham como objetivo proteger-se a si e à sua família de bombardeamentos dos aliados durante a Segunda Guerra Mundial.
Mussolini começou por adaptar uma adega que existia na propriedade, transformou-a num abrigo antiaéreo, com portas anti-gás. No entanto, os cerca de 150 metros que separavam a residência daquele abrigo levaram o ditador a construir um outro abrigo e, a seguir, um terceiro, que ainda estava em construção quando Mussolini foi preso, em 1943. A partir de dia 31 de outubro de 2014 é possível visitar estes três abrigos. O terceiro está exatamente como estava quando Mussolini foi detido.